# شوزم شبه مسود
شوزم شبه مسود (الاسم العلمي:Psiadia pseudonigrescens) هو نوع من النباتات يتبع جنس الشوزم من الفصيلة النجمية.